# Paurotarsus insolitus
Paurotarsus insolitus är en insektsart som beskrevs av Rehn, J.A.G. 1916. Paurotarsus insolitus ingår i släktet Paurotarsus och familjen torngräshoppor.

## Underarter
Arten delas in i följande underarter:
- P. i. insolitus
- P. i. abbreviatus
- P. i. extremus